# Manoir de l'Abbaye
Le manoir de l'Abbaye est situé à Guer en France.

## Localisation
Le manoir est situé sur le territoire de la commune de Guer, au lieu-dit l'Abbaye, dans le département du Morbihan en région Bretagne.

## Historique
Identification probable avec l'abbaye mentionnée parmi les maisons manoirs et métairies nobles de Guer aux XVe et XVIe siècles, l'édifice actuel pouvant dater du XVIe siècle.
Le manoir est inscrit à l'inventaire général du patrimoine culturel.